# Nunavut
Nunavut és un dels 3 territoris que, juntament amb les 10 províncies, conformen les 13 entitats federals del Canadà. Es tracta del territori canadenc més jove (va ser creat el 1999) i, alhora, el més extens. La seva capital és Iqaluit.
Nunavut significa la nostra terra en inuktitut, la principal llengua dels inuit (anteriorment coneguts com a èsquims); efectivament la creació del territori va ser conseqüent a un acord entre el govern federal i els inuit per respondre a llurs reivindicacions d'autogovern. L'inuktitut és una de les quatre llengües oficials del territori, juntament amb l'anglès, el francès i l'inuinnaqtun, una altra llengua inuit. Els seus habitants són anomenats Nunavummiut.

## Govern

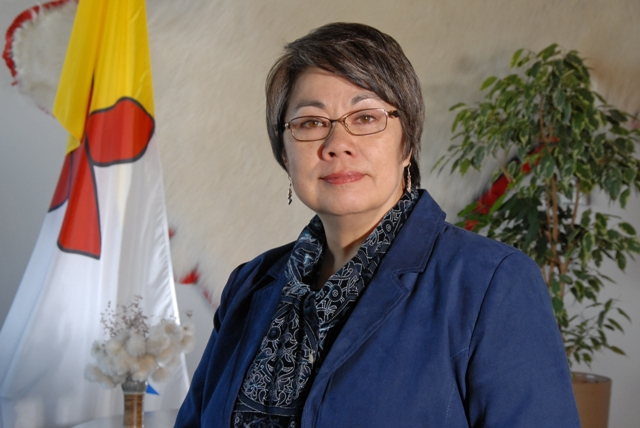
La primera dona Primera Ministra de Nunavut, Eva Aariak en el període de novembre de 2008 a novembre de 2013.

Nunavut disposa d'un govern i d'una assemblea propis. Els dinou membres de l'assemblea legislativa són escollits segons el sistema de llistes obertes pels electors de Nunavut, ja que en aquest territori no hi ha partits locals. L'assemblea opera mitjançant un sistema de consensos i és l'encarregada d'escollir d'entre els seus membres el govern de Nunavut.
Des de 1996, es va començar a advertir un anhel del poble inuit per aconseguir una major autonomia per al territori. Després de la recomanació que feia un informe de la Comissió Reial del Canadà sobre la conveniència de concedir més autonomia als pobles aborígens del Canadà, aquesta va arribar de manera efectiva a mitjan 1999.
La bandera oficial de Nunavut va ser adoptada l'1 d'abril de 1999. Els colors blau i or van ser escollits pels membres de la Commission d'établissement du Nunavut per a simbolitzar les riqueses de la terra, de la mar i del cel. El vermell representa el Canadà. L'inukshuk, monument de pedres, guia la gent en el seu camí i indica els llocs sagrats. Hom hi troba també Nikittuittuq, l'estel polar, que ha servit tradicionalment de guia als navegants i que vol ser un punt de referència fix i immutable, com ho és el consell de savis dins la comunitat.
El primer ministre Paul Okalik, va ser escollit per primera vegada el 1999 i escollit de nou el 16 de febrer de 2004. L'actual primer ministre és Joe Savikataaq. Els òrgans de govern consisteixen en una Assemblea Legislativa de 19 membres i un govern de 7 membres amb competències en les àrees d'educació, serveis socials, economia i medi ambient.
Els nunavummiut són representats al parlament federal per un diputat i un senador.

## Geografia
Nunavut (La nostra terra en inuktitut, ᓄᓇᕗᑦ en sil·labari inuktitut), és un territori autònom del Canadà, situat al Nord-est del país, entre Groenlàndia a l'Est, la província de Manitoba al Sud i als Territoris del Nord-oest a l'Oest, territori del qual es va separar l'1 d'abril de 1999, d'acord amb les fronteres fixades per endavant el 1993. Aquestes fronteres reconeixien la jurisdicció de Nunavut sobre gairebé totes les Illes Àrtiques del Canadà (Ellesmere, Baffin, Devon, Southampton i la meitat oriental de Victòria i la de Melville), així com sobre la zona costanera central del Canadà sobre l'oceà Àrtic i totes les illes de la badia de Hudson.
El territori abasta prop d'1,9 milions de km² de terra i 161.000 km² d'aigua al nord del Canadà, inclòs part del continent, la major part de l'arxipèlag Àrtic, i de totes les illes a la badia de Hudson, badia James i la badia d'Ungava (incloses les illes Belcher) que pertanyien als Territoris del Nord-oest. Això fa que sigui la quarta entitat subnacional més gran al món. Si Nunavut fos un país, seria el núm. 15 pel que fa a la seva superfície.
Nunavut té fronteres terrestres amb els Territoris del Nord-oest en diverses illes, així com el territori continental, una frontera amb Manitoba, al sud de la península de Nunavut, i una petita frontera terrestre amb Terranova i Labrador a l'illa Killiniq. Així mateix, comparteix fronteres aquàtiques amb les províncies del Quebec, Ontario, Manitoba i amb Groenlàndia.
El territori té una superfície de 2.093.190 km², de la qual el 7,5% correspon a aigües interiors. La seva població és d'uns 31.906 habitants, repartits en gairebé una trentena de llogarets o poblacions menors. Una d'elles és Iqaluit, la capital, situada a l'illa de Baffin, anteriorment denominada Frobisher Bay. A efectes administratius, Nunavut se subdivideix en tres regions censals.
La meitat del territori se situa per damunt del cercle polar àrtic. El límit meridional coincideix amb la transició del bosc boreal, la taigà amb la tundra. Les temperatures mitjanes de la capital són de -27 °C (febrer) i 8 °C (juliol). Hi ha dipòsits de coure, or, argent, plom, zinc, diamants i gas natural, només explotats en part. Hi és també important la pesca, i el turisme és una font potencial d'ingressos, que pot compensar el declivi de la caça d'animals de pells preuades.

## Població

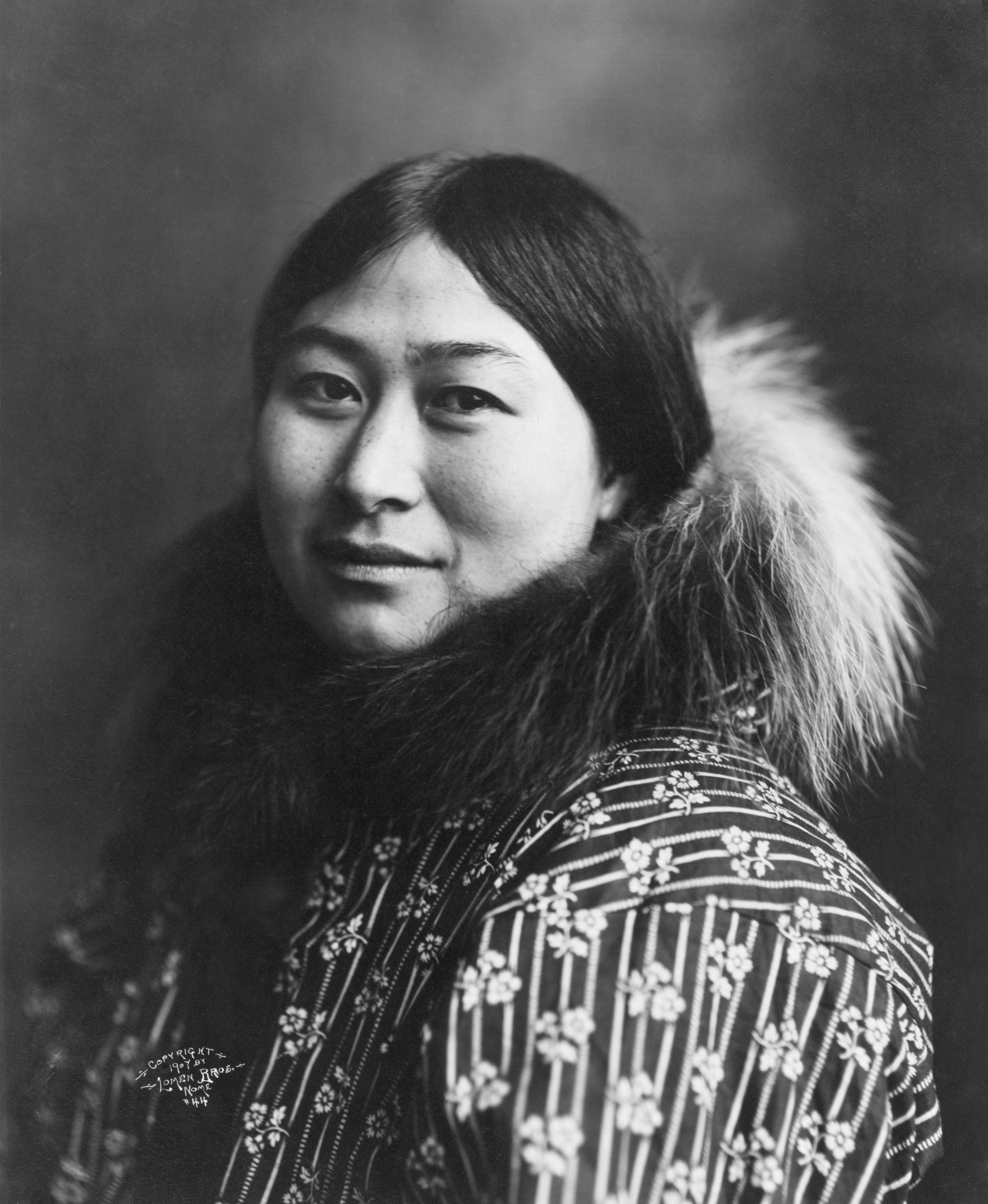
Dona Inuit (1907)

Nunavut té la població més baixa i la menys densa del Canadà: 27.143 habitants (1999) disseminats per una superfície similar a la de l'Europa occidental. Més del 85% dels habitants del territori són autòctons, principalment inuit.
10 Municipis més grans per població
| Municipi      | 2001  | 1996  |
| ------------- | ----- | ----- |
| Iqaluit       | 5 236 | 4 220 |
| Rankin Inlet  | 2 177 | 2 058 |
| Arviat        | 1 899 | 1 559 |
| Baker Lake    | 1 507 | 1 385 |
| Cambridge Bay | 1 309 | 1 351 |
| Igloolik      | 1 286 | 1 174 |
| Pangnirtung   | 1 276 | 1 243 |
| Pond Inlet    | 1 220 | 1 154 |
| Kugluktuk     | 1 212 | 1 201 |
| Cape Dorset   | 1 148 | 1 118 |